# Њубург (Северна Дакота)
Њубург (енгл. Newburg) град је у америчкој савезној држави Северна Дакота.

## Демографија
По попису из 2010. године број становника је 110, што је 22 (25,0%) становника више него 2000. године.
| Група             | 2000.       | 2010.       |
| Белци             | 88 (100,0%) | 100 (90,9%) |
| Афроамериканци    | 0 (0,0%)    | 0 (0,0%)    |
| Азијати           | 0 (0,0%)    | 0 (0,0%)    |
| Хиспаноамериканци | 0 (0,0%)    | 10 (9,1%)   |
| Укупно            | 88          | 110         |